# Hombres leyendo

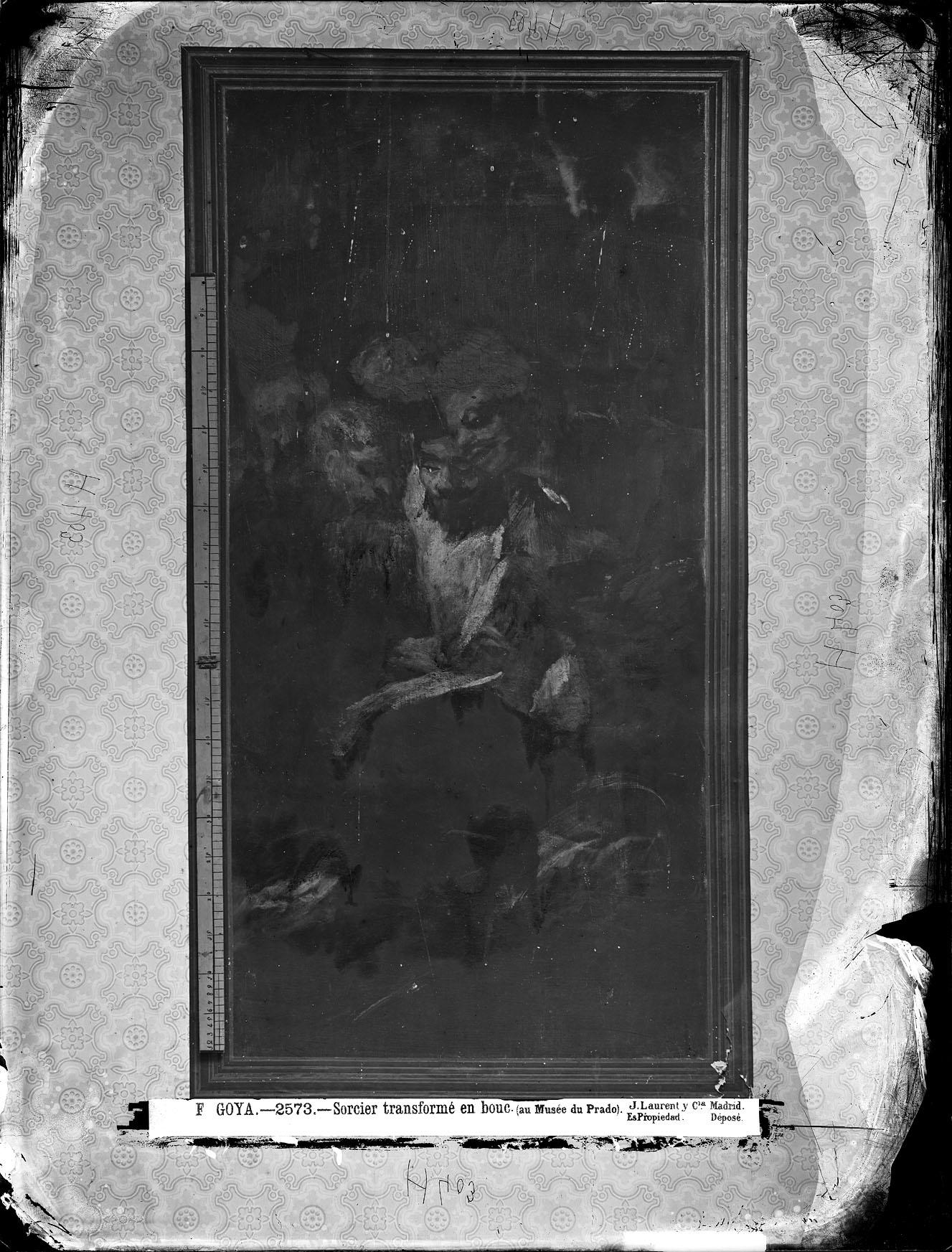
En el interior de la casa de la Quinta del Sordo. Fotografía de J. Laurent en 1874. La pintura tenía deterioros, antes de su arranque del muro, y estaba enmarcada con papeles pintados. El rótulo indicando "Museo del Prado" fue añadido posteriormente. El negativo original se conserva en la Fototeca del IPCE.

Hombres leyendo (también titulado Dos hombres, La lectura o Los políticos) es una de las Pinturas negras que formaron parte de la decoración de los muros de la casa —llamada la Quinta del Sordo— que Francisco de Goya adquirió en 1819. Esta obra se encontraba probablemente a la izquierda de la ventana de la pared del fondo de la planta alta, según se accedía, junto con Mujeres riendo, que ocupaba el espacio a la derecha de dicho muro.
El cuadro, junto con el resto de las Pinturas negras, fue trasladado de revoco a lienzo, a partir de 1874, por Salvador Martínez Cubells, por encargo del barón Émile d’Erlanger, un banquero francés, nacido en Alemania, que tenía intención de venderlos en la Exposición Universal de París de 1878. Sin embargo, las obras no atrajeron compradores y él mismo las donó, en 1881, al Museo del Prado, donde actualmente se exponen.

## Análisis
Seis hombres se apiñan en torno a la lectura de un papel que sostiene uno de ellos de rostro largamente barbado. Entre ellos, tres destacan en un plano más cercano y del resto solo vemos sus cabezas entre el grupo, algunas de ellas muy vagamente, alejadas en segundo término y hacia los márgenes de la izquierda del cuadro.
La crítica ha relacionado esta reunión masculina con las tertulias políticas clandestinas del Trienio Liberal, periodo en que se ejecutaron las Pinturas negras. De este modo contrasta su actividad, propia del género masculino, con el que comparte muro Mujeres riendo, y supone un paralelismo antitético que, por otra parte, está justificado en la estética que comparten estos dos cuadros, quizá los menos conocidos de las Pinturas negras.
Con Mujeres riéndose guarda semejanzas en cuanto a color, técnica e iluminación. Sumidos en un fondo oscuro, casi negro, destaca la blusa blanca de los personajes más protagonistas, en el caso que nos ocupa, el del hombre con barba negra que presta atención a la carta, que señala el que la sostiene a su izquierda. Los dos cuadros, de formato vertical, contrastan con el resto de las pinturas de la planta alta, pues en general adoptan cielos azules y abiertos, fondos de nubes, paisajes e incluso, en el caso de Asmodea, un paisaje boscoso. En este sentido el estilo de esta obra guarda mayores semejanzas con el conjunto de la planta calle.